# Brandt Brauer Frick
Brandt Brauer Frick ist ein Techno-Projekt aus Wiesbaden. Die Basis des Projekts bilden Klänge aus dem Instrumentarium der klassischen Musik, welche anfangs gesampelt, später in einem zehnköpfigen Ensemble auch live vorgeführt wurden.

## Geschichte
Die Gruppe wurde 2008 in Wiesbaden  gegründet. Der Ansatz war, repetitive und groovende Formeln der Elektronischen Tanzmusik mit der Klangwelt der neuen klassischen Musik zu vereinen. Hierfür wurden Instrumentalparts klassischer Musikinstrumente aufgenommen und als Samples elektronisch verarbeitet. Ihren ersten Auftritt hatte die noch dreiköpfige Band beim C3-Festival im Berliner Technoclub Berghain. Als Instrumente dienten hier noch elektronisches Schlagzeug, Keyboard und Groovebox. Mit dem Wechsel zum Musiklabel !K7 nahm man neue Musiker hinzu und führte unter dem Namen Brandt Brauer Frick Ensemble die Musik auch live auf. Das Ensemble trat bei einer Reihe internationaler Festivals auf, darunter das Glastonbury Festival, Coachella Valley Music and Arts Festival oder das Haldern Pop Festival (alle 2011).

## Brandt Brauer Frick Ensemble
Neben den namensgebenden Hauptakteuren agieren in dem Ensemble: Mari Sawada (Violine), Michael Rauter (Violoncello), Florian Juncker (Posaune), Benjamin Grän (Tuba), Gunnhildur Einarsdottir (Harfe), Matthias Engler (Percussion) und Ketan Bhatti (Percussion).

## Diskografie (Auswahl)

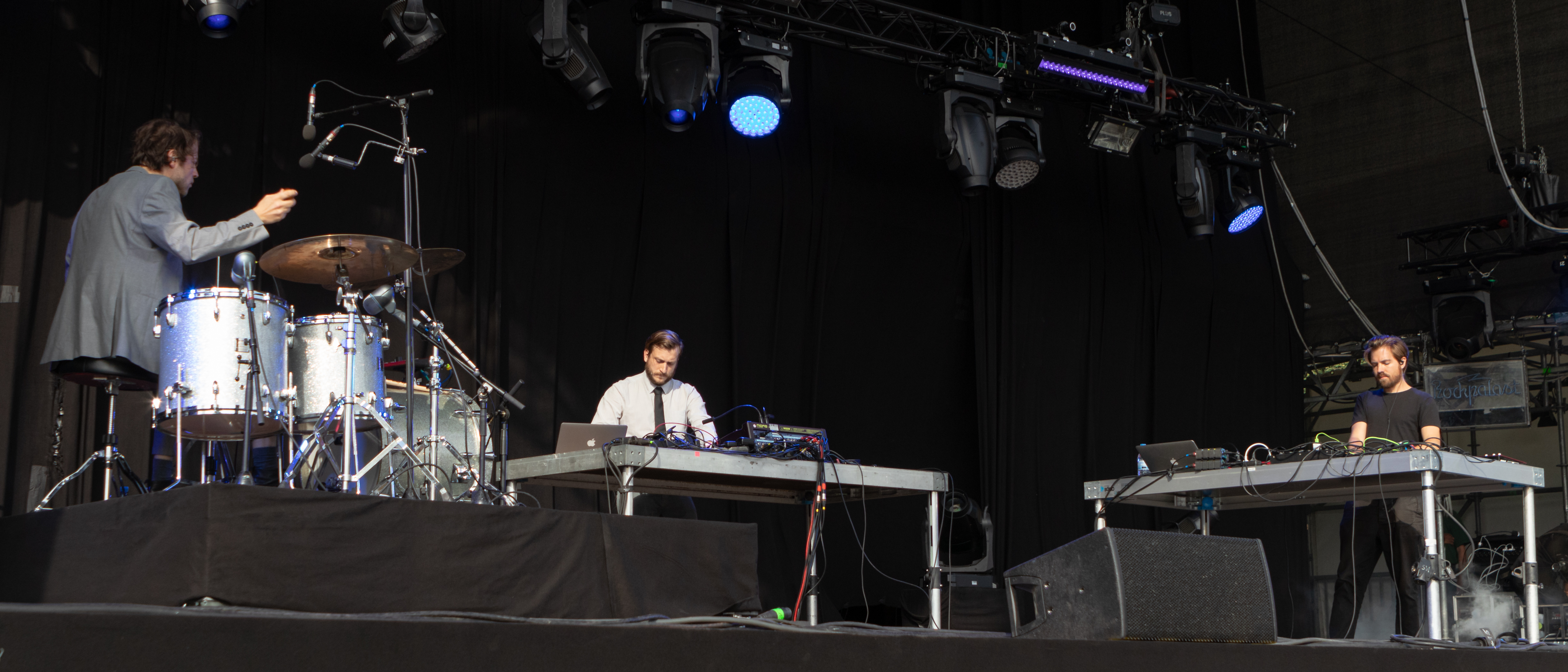
Brandt Brauer Frick auf dem Haldern Pop Festival 2019

### Alben
- You Make Me Real (!K7, 2010)
- Mr. Machine (!K7, 2011)
- Miami (!K7, 2013)
- Joy (Because Music, 2016)
- Echo (Because Music, 2019)
- Multi Faith Prayer Room (Because Music, 2023)

### Singles und EPs
- Corky (Tartelet, 2011)
- Bop (Tartelet, 2010)
- Iron Man (Tartelet, 2009)
- Wallah (The Gym, 2009)
- 3535 Memory (Because Music, 2021)